# Корзун, Галина Николаевна
Галина Николаевна Корзун (в девичестве — Дмитриева) (род. 26 января 1954 года) — советская и российская спортсменка-стрелок и тренер по пулевой стрельбе. Четырёхкратная чемпионка Европы в личном зачёте (1977, 1978, 1980). Заслуженный мастер спорта СССР (1981). Заслуженный тренер России. Экс-рекордсменка мира по стрельбе из пистолета.

## Биография
Галина Николаевна Дмитриева родилась 26 января 1954 года в городе Иркутске, первенец. Начала заниматься стрельбой в 1967 году, тренировалась под руководством Маргариты Францевны Волькенштейн. Первой медалью на международной арене стало «серебро» на чемпионате Европы среди юниоров 1971 года. Затем последовали 4 золотых (1977, 1978, 1980), 4 серебряных (1976, 1979, 1980) и 2 бронзовых (1974, 1978) медали чемпионатов Европы.
В 1976 году Галина окончила биолого-почвенный факультет Иркутского государственного университета.
В 1984 году начала тренерскую деятельность. Работала тренером Иркутского областного спортивно-технического клуба и Иркутской детско-юношеской школе олимпийского резерва. В настоящее время является тренером сурдлимпийской сборной команды России по пулевой стрельбе.
Наивысших результатов среди её воспитанников достигли:
- Валерия Кладовикова — трёхкратная чемпионка Сурдлимпийских игр (2009, 2013)[6].,
- Сергей Бережнов — двукратный серебряный призёр Сурдлимпийских игр 2005 года,
- Надежда Колода — победительница юношеского чемпионата Европы 2017 года,
- Артём Черноусов — чемпион России 2017 года[7][8]

### Семья
Замужем за Алексеем Корзуном. Есть двое детей: Константин и Анна, внуки: Андрей, Сергей, Мария, Дарья.

## Награды и звания
- Почётное звание «Заслуженный мастер спорта СССР» (1981).
- Почётное звание «Заслуженный тренер России».
- Спортивный судья всероссийской категории (2016)[10].